# 24103 Dethury
24103 Dethury (1999 VS9) là một tiểu hành tinh vành đai chính được phát hiện ngày 9 tháng 11 năm 1999 bởi C. W. Juels ở Fountain Hills.